# マスカレード・ナイト
『マスカレード・ナイト』は、東野圭吾の長編ミステリ小説。「マスカレード」シリーズの第3作。

## 概要
捜査一課の刑事・新田浩介とホテルマン・山岸尚美が一流ホテル「ホテル・コルテシア東京」を舞台に、再び難事件に挑むミステリー。
2017年9月15日に集英社より書き下ろしで単行本が刊行され、2020年9月18日には集英社文庫版が刊行された。
2021年に木村拓哉主演で映画化された。

## あらすじ
警視庁に寄せられた匿名通報をもとに、練馬のマンションで若い女性の遺体が発見され、殺害事件として捜査が始まる。
やがて、犯人がホテル・コルテシア東京で開催される年越しカウントダウンパーティー「マスカレード・ナイト」に現れるという密告状が捜査一課に届く。
かつて同ホテルで潜入捜査を行った捜査一課の刑事・新田浩介は、再びフロントクラークに扮して潜入し、コンシェルジュに昇格した山岸尚美の協力のもと、500人の仮装したカウントダウンパーティーの参加者の中から犯人を突き止めようとする。

## 登場人物

### 主要人物
新田浩介（にった こうすけ）
警視庁捜査一課の刑事。警部補。「ホテル・コルテシア東京」での潜入捜査で再びフロントクラークに扮する。
山岸尚美（やまぎし なおみ）
「ホテル・コルテシア東京」のコンシェルジュ。

### 警視庁
能勢（のせ）
捜査一課の刑事。4月に品川警察署から捜査一課に配属されている。
外見からは捉えがたい洞察力を持ち、過去に彼と組んだ新田も一目置く存在。
本宮（もとみや）
捜査一課の刑事。係長に次ぐ統括警部補。新田の先輩。客を装ってホテルの監視に当たる。
稲垣（いながき）
捜査一課係長。警部。新田や本宮の上司として捜査を指揮する。
関根（せきね）
捜査一課の刑事。新田の後輩。再びベルボーイに扮して潜入捜査を行う。
渡部
捜査一課のベテラン刑事。ロビーやホテル内外で張り込みを行う。
本宮より階級は下だが1つ年上。ワタさんと呼ばれている。
上島（うえしま）
捜査一課の刑事。コンピューターやネット犯罪に強い若手。
宿泊者リストや「マスカレード・ナイト参加者一覧」を警視庁のデータベースと照合する。
矢口（やぐち）
捜査一課係長。警部。「練馬独居女性殺害事件」の捜査を指揮する。長身瘦躯。
能勢の上司で、彼の能力を評価して所轄から引き抜いている。
尾崎（おざき）
捜査一課管理官。警視。ホテルでの潜入捜査の立案・責任者。

### コルテシア東京
氏原 祐作（うじはら ゆうさく）
フロントオフィス・アシスタント・マネージャー。40歳過ぎ。金縁眼鏡。3年ほど前に系列のコルテシア横浜から異動してきた。
普段は能面のように無表情だが、接客時には客に笑顔を向ける。色白で顔の彫りが浅く目も眉も細いことから公家の格好が似合いそうと新田に思われる。
素人をフロントに入れることを嫌がり、潜入捜査中の新田にフロント業務や電話対応もしないよう指示する。
藤木（ふじき）
総支配人。ホテルでのカウントダウン・パーティーを仮装パーティーにしようと企画・発案している。
田倉（たくら）
宿泊部長。尚美の直属の上司。
久我（くが）
フロントオフィス・マネージャー。
吉岡 和孝（よしおか かずたか）
若手フロントクラーク。
杉下（すぎした）
ベルキャプテン。
江上（えがみ）
宴会部宴会支配人。その肩書にふさわしい恵比須顔。
ホテルとしては不本意ながら「マスカレード・ナイト参加者一覧」の書類を捜査一課の対策本部に提出する。
大木（おおき）
フレンチレストランのマネージャー。
浜島（はましま）
エグゼクティブ・ハウスキーパー。小太り。
土屋 麻穂（つちや まほ）
若手フロントクラーク。尚美の後輩で、コンシェルジュ・デスクの所属。本来は尚美ともう一人のコンシェルジュの3人でシフトを組んでいる。
尚美が潜入捜査に合わせ昼夜コンシェルジュ・デスクに駐在することから自宅待機であったが、コンシェルジュの仕事で尚美から用事を頼まれる。
金子（かねこ）
1階のダイニング・レストランの料理長。正式な肩書は調理課長。
林田（はやしだ）
1階のダイニング・レストランの背の高いシェフ。
藤沢（ふじさわ）
地下1階にある中国料理レストランの副調理課長。

### 宿泊客
秋山 久美子（あきやま くみこ）
チェックインした部屋が予約時に希望した条件に合っていないと尚美にクレームをつける。
ジョージ・ホワイト
サンフランシスコ在住のビジネスマン。金髪の大柄な男性。エグゼクティブ・フロアに宿泊する上得意客。
潜入捜査でホテルの雰囲気がいつもと違うことを察し、尚美のことを心配しながらチェックアウトしていく。
日下部 篤哉（くさかべ とくや）
アメリカ在住のビジネスマン。ブラックカードを持つ中肉中背の男性。12月28日からロイヤルスィート（1801号室）に4泊して年越し予定。
ホテルのレストランを急遽貸切にして狩野妙子にプロポーズするお膳立てができないかコンシェルジュの尚美に相談する。
狩野 妙子（かのう たえこ）
特別支援学校の教員。30歳前後の女性。日下部からのプロポーズを察知し、彼に恥をかかせずノーと答える方法がないか尚美に相談する。
仲根 緑（なかね みどり） / 牧村 緑（まきむら みどり）
コーナー・スィート（1701号室）に12月29日から3泊予定。デポジット（預り金）で提示したクレジットカードの名義は牧村緑。
仲根 伸一郎（なかね しんいちろう）
コーナー・スィート（1701号室）に宿泊予約を入れたとされる人物。12月31日が誕生日。
浦辺 幹夫（うらべ みきお）
紺色のダッフルコートを着た40歳代半ばの男性。12月30日からスタンダード・ツイン（0806号室）に2泊予定。
わざわざゴルフバッグを持参してチェックインし挙動不審であったことから、対策本部にマルタイ（捜査対象者）としてマークされる。
曽野 昌明（その まさあき）
50歳前後のやや太り気味の男性。四角い顔で眉毛が太い。デラックス・ツイン（1008号室）に家族3人で宿泊予定。
ゴールドクラスのリピーターのはずが、氏原は初めての宿泊客のように接客し、本人もそのように振舞う。
曽野 万智子（その まちこ）
昌明の妻。30代後半。髪はショートで化粧っ気のない地味な顔立ち。
曽野 英太（その えいた）
昌明の息子。中学生ぐらい。
貝塚 由里（かいづか ゆり）
デラックス・ダブル（1206号室）に2名で1泊予定。
曽野昌明とコルテシア東京を頻繁にデイユースしていたことからスタッフにはラブ・アフェア（不倫カップルの利用）と周知されていた。
山下 和之（やました かずゆき）
「マスカレード・ナイト」にチェックインの段階からバットマンの仮装で現れた宿泊客。キャットウーマンの仮装をする女性が同伴する。
木乃 伊男（きの よしお）
「マスカレード・ナイト」に0905室へチェックインの段階からミイラ男の仮装で現れた宿泊客。
名前が木乃伊男（みいらおとこ）と読めることから新田は完全な偽名と気づく。

### 感電死事件の被害者
和泉 春菜（いずみ はるな）
「練馬独居女性殺害事件」の被害者。ペットトリマー。28歳。「匿名通報ダイヤル」からの情報をもとに練馬のマンション6階の自室で遺体が発見される。
解剖から死因は睡眠薬で眠らされた状態で電気コードで心臓に電気を流されたことによる感電死で、妊娠4週目であったことが確認される。
自宅のワードローブには普段着ているのを知人たちが見たことがない少女趣味のロリータ・ファッションの服がたくさんあった。
室瀬 亜実（むろせ あみ）
3年半前の殺害事件の被害者。26歳。岐阜県出身。都内の税理士事務所に勤務し、絵本作家を目指し修行中だった。
無断欠勤が続き職場の人間が自宅マンションを訪ねたところ風呂場で死亡していたのを発見される。
和泉春菜と同じく死因は感電死で血液から睡眠薬が検出され、自宅にはロリータ・ファッションの服がたくさんあった。

### その他
早川
東京の大学で学ぶ医学生で、研修医。和泉春菜の出身地・山形県での中学・高校時代の友人。
春菜の両親が離婚し、中学2年生の夏に母親の不倫相手だった和菓子屋の番頭と同居しだしたころから春菜がボーイッシュな服装になったと能勢に証言する。
野上 陽太（のがみ ようた）
画材店の店員。室瀬亜実の交際相手で彼女より1歳年上。2か月ほど交際していた。
画家志望で室瀬亜実と夢を語り合っていたが、彼女の住んでいる場所など素性をよく知らなかった。
森沢 光留（もりさわ ひかる）
医療法人「礼信会」に所属する「モリサワ・クリニック」の男性院長。
笠木 美緒（かさぎ みお）
かつて男性恐怖症だだった女性。森沢のスマートフォンに2年前のやりとりが残っていた。

## 書誌情報
単行本：2017年9月15日発売 集英社 ISBN 978-4-08-775438-4
文庫本：2020年9月18日発売 集英社文庫 ISBN 978-4-08-744152-9

## 映画
2021年9月17日公開。主演の木村拓哉や監督の鈴木雅之といったキャスト、スタッフが前作『マスカレード・ホテル』から続投する。

### キャスト
- 新田浩介：木村拓哉
- 山岸尚美：長澤まさみ
- 能勢和彦：小日向文世
- 本宮政治：梶原善
- 関根拓真：泉澤祐希
- 久我昭弘：東根作寿英
- 川本美香：石川恋
- 奥田真由美：中村アン
- 秋山久美子：田中みな実
- 氏原祐作：石黒賢
- 日下部篤哉：沢村一樹
- 曽野昌明：勝村政信
- 曽野万智子：木村佳乃
- 狩野妙子：凰稀かなめ
- 仲根緑：麻生久美子
- 貝塚由里：高岡早紀
- 浦辺幹夫：博多華丸
- 町田：松川尚瑠輝
- 小田：菊池均也
- 佐々木：矢柴俊博
- 武井：須田邦裕
- 川村：佐野泰臣
- 若林：竹林佑介
- 曽野英太：高村佳偉人
- 和泉春菜：青木美沙子
- 看板の男：明石家さんま（友情出演）
- 田倉哲郎：鶴見辰吾
- 尾崎新次郎：篠井英介
- 藤木泰志：石橋凌
- 稲垣竜男：渡部篤郎

### スタッフ
- 原作：東野圭吾『マスカレード・ナイト』（集英社文庫刊）
- 監督：鈴木雅之
- 脚本：岡田道尚
- 音楽：佐藤直紀
- 製作：小川晋一、瓶子吉久、藤島ジュリーK.、松岡宏泰
- エグゼクティブプロデューサー：臼井裕詞
- プロデューサー：若松央樹、和田倉和利、日高峻
- ラインプロデューサー：森賢正
- 撮影：江原祥二（J.S.C.）
- 照明：吉角荘介
- 美術：棈木陽次
- 録音：武進
- 衣装デザイン：黒澤和子
- アートコーディネーター：森田誠之、佐々木伸夫
- 美術デザイン：小林久之
- 装飾：野本隆行
- 美術プロデュース：三竹寛典
- 編集：田口拓也、田村宗大
- 選曲：藤村義孝
- 音響効果：壁谷貴弘
- スクリプター：戸国歩
- VFXスーパーバイザー：小坂一順
- カラーグレーダー：齋藤精二
- キャスティング：緒方慶子
- アルゼンチンタンゴ指導：サエ＆ファン・カルロス（銀座リベルタンゴ）
- 助監督：片島章三
- 製作担当：鍋島章浩、岩谷浩
- 配給：東宝
- 制作プロダクション：シネバザール
- 製作：映画「マスカレード・ナイト」製作委員会（フジテレビジョン、集英社、ジェイ・ストーム、東宝）

## 関連商品

### DVD、Blu-ray
- マスカレード・ナイト 通常版（2022年3月16日発売）
- マスカレード・ナイト 豪華版（2022年3月16日発売）